# Havadar Sport Club
L'Havadar Sport Club (in persiano باشگاه ورزشی هوادار‎, Bashgah-e Vârzeshi-ye Havadar-e, it. "club sportivo dei tifosi"), noto come Havadar e già denominato Persepolis Pakdasht Football Club (in persiano باشگاه فوتبال هوادار‎), è una società di calcio iraniana di Eslamshahr. Milita nella Lega professionistica del Golfo persico, la massima serie del campionato iraniano di calcio.
Gioca le gare casalinghe allo stadio Shohadaye di Eslamshahr, che ha una capienza di 7 000 posti, e a volte anche allo stadio Ghadir di Teheran, che ha una capienza di 2 500 posti.
Il club è di proprietà dell'ex calciatore Reza Enayati, che ne è stato anche l'allenatore.

## Storia
La storia del club ha inizio nel 2018, quando, acquistando il titolo sportivo di un club della zona meridionale di Teheran, nasce il Persepolis Pakdasht Football Club. La squadra si iscrive alla Lega Azadegan, sotto la guida del tecnico Farhad Kazemi. Per decisione della dirigenza, il club cambia nome in Sorkhpooshan Pakdasht Football Club già prima della stagione sportiva 2018-2019.
Nell'estate del 2018, naufragata la trattativa con il Qashqai Club di Shiraz, Ismael Sarhangian, proprietario dell'Esteghlal E Jonoub di Tehran, annuncia la vendita del titolo sportivo al Sorkhpooshan Pakdasht, che così può iscriversi al campionato.
Nel luglio 2021 la squadra ottiene per la prima volta la promozione nella Lega professionistica del Golfo persico, la massima serie nazionale, battendo per 1-0 lo Shahrdari Astara e chiudendo il campionato al secondo posto.

## Palmarès

### Altri piazzamenti
- Campionato iraniano di seconda divisione:

secondo posto: 2020-2021

## Organico

### Rosa 2021-2022
| N. |                 | Ruolo | Calciatore                    |
| -- | --------------- | ----- | ----------------------------- |
| 2  | Iran (bandiera) | D     | Mohsen Tarhani                |
| 3  | Iran (bandiera) | D     | Amir Hossein Pour MohammadU25 |
| 4  | Iran (bandiera) | D     | Arsalan AzadiU23              |
| 5  | Iran (bandiera) | D     | Aram Abbasi                   |
| 6  | Iran (bandiera) | D     | Saeb Mohebi                   |
| 7  | Iran (bandiera) | C     | Reza MoghanlouU25             |
| 8  | Iran (bandiera) | C     | Sepehr Rouzi Talab            |
| 10 | Iran (bandiera) | C     | Ali Hazami                    |
| 11 | Iran (bandiera) | C     | Mohammad Chahar Mahali        |
| 14 | Iran (bandiera) | C     | Mohammad AbasiU23             |
| 15 | Iran (bandiera) | D     | Ali DerakhshanU23             |
| 19 | Iran (bandiera) | A     | Hossein Sadeghi               |
| 20 | Iran (bandiera) | A     | Mehdi BabriU23                |
| 22 | Iran (bandiera) | A     | Peyman Miri                   |

| N. |                 | Ruolo | Calciatore               |
| -- | --------------- | ----- | ------------------------ |
| 23 | Iran (bandiera) | A     | Moein Abbasian           |
| 24 | Iran (bandiera) | C     | Daniyal Kordestani       |
| 27 | Iran (bandiera) | D     | Mohammad Sattari         |
| 28 | Iran (bandiera) | C     | Nima Entezari            |
| 38 | Iran (bandiera) | A     | Javad Gholami RoshanU23  |
| 42 | Iran (bandiera) | D     | Reza Aliyari             |
| 77 | Iran (bandiera) | C     | Farhad Zavoshi           |
|    | Iran (bandiera) | C     | Mahdi Abdi               |
|    | Iran (bandiera) | A     | Mohammad Ghazi           |
|    | Iran (bandiera) | A     | Amir Hossein Feshangchi  |
|    | Iran (bandiera) | A     | Mohammad Javad Mohammadi |
|    | Iran (bandiera) | A     | Saeid KarimiU23          |